# Temporada 2003 del Campeonato de Galicia de Rally
La temporada 2003 fue la edición 25º del Campeonato de Galicia de Rally. Empezó el 28 de marzo en el Rally do Cocido y terminó el 15 de noviembre en el Rally Botafumeiro.

## Calendario
| N.º | Fecha              | Rally                  | Resultados |
| --- | ------------------ | ---------------------- | ---------- |
| 1   | 28-30 de marzo     | 8.º Rally do Cocido    | Resultados |
| 2   | 25-26 de abril     | 19.º Rally de Noia     | Resultados |
| 3   | 8-10 de mayo       | 12.º Rally do Albariño | Resultados |
| 4   | 8-10 de junio      | 16.º Rally de Narón    | Resultados |
|     | 26-27 de junio     | 34.º Rally do Lacón    | Cancelado  |
| 5   | 5-6 de septiembre  | 14.º Rally San Martiño | Resultados |
| 6   | 17-18 de octubre   | 25.º Rally San Froilán | Resultados |
| 7   | 1-2 de noviembre   | 34.º Rally de Ferrol   | Resultados |
| 8   | 14-15 de noviembre | 16.º Rally Botafumeiro | Resultados |

## Clasificación
| Pos. | Piloto        | 1 COC | 2 NOI | 3 ALB | 4 NAR | 5 SMA | 6 LUG | 7 FER | 8 BOT | Ptos. |
| ---- | ------------- | ----- | ----- | ----- | ----- | ----- | ----- | ----- | ----- | ----- |
| 1.   | Manuel Senra  | 1     | 1     | 1     | Ret   | 1     |       | Ret   | 3     |       |
| 2.   | «Bamarti»     | 3     | 2     | 2     | 1     | Ret   | 2     | 3     | 1     |       |
|      | Julio Doce    | 2     |       | 4     | 2     |       | 5     | 2     |       |       |
|      | Filipe Araújo |       | 3     | 5     | 3     | 2     |       |       | 4     |       |
|      | Luis Penido   | 7     |       |       |       | 3     | 6     | 8     | 6     |       |
|      | Pedro Burgo   |       |       |       |       |       | 4     | 4     | 2     |       |
|      | Toño Villar   |       |       | 3     |       |       |       |       |       |       |